# Tamiya
Tamiya Inc. (japanisch 株式会社タミヤ Kabushiki-Kaisha Tamiya) ist ein japanischer Hersteller von Modellbausätzen und ferngelenkten Fahrzeugen und Schiffen. Der Firmensitz befindet sich in Shizuoka. Der Vertrieb in Deutschland erfolgt über die Simba-Dickie-Group.

## Geschichte
Tamiya Yoshio (田宮 義雄: 1905–1988), der Gründer, war vor dem Zweiten Weltkrieg im Transportgeschäft tätig, aber da der Luftangriff von Shizuoka im Juni 1945 den größten Teil seiner Firma niederbrannte, wechselte er zum Sägewerksgeschäft. 1946 gründete er die Firma Tamiya Shoji und richtete 1948 die Abteilung Holz und Holzbearbeitung ein, die hauptsächlich Holzmodelle für Schiffe und Flugzeuge herstellte. 1951 kam es zu einem Brand, bei dem die Holzbestände verloren gingen. Ab da wurde die Firma ein reiner Modellhersteller.

## Modelle

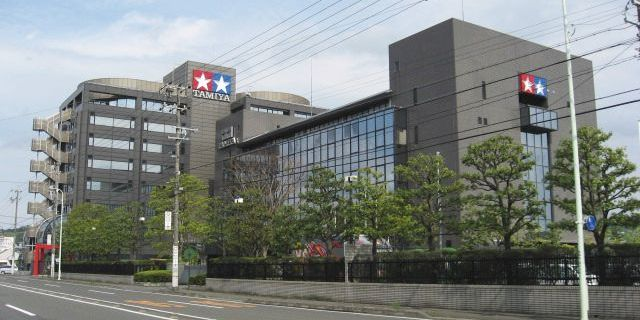
Tamiya-Firmengebäude in Shizuoka

Die Modellbaureihen gehen von diversen militärischen Fahrzeugen über Schiffe und Zivilflugzeuge zu Motorrädern und Autos. Der Maßstab reicht von 1/700 bis zum Maßstab 1/6.
Die ferngelenkten Fahrzeuge und Schiffe sind entweder mit Elektromotoren oder mit Verbrennungsmotoren betrieben; es werden aber auch ferngelenkte Segelschiffe hergestellt.
Im Flugzeug- und Schiffsbereich liegt der Schwerpunkt auf Bausätzen naturgetreuer Ausstellungsmodelle in hoher Qualität. Im Schiffsbereich ist TAMIYA mit Modellen in der bekannten 1/700-Wasserlinienserie vertreten (zunächst überwiegend nach japanischen Vorbildern, inzwischen auch Auswahl an amerikanischen, britischen und deutschen Schiffen), bietet aber auch Großmodelle in 1/350 (Vollrumpf) an, darunter die Bismarck und den US-Flugzeugträger Enterprise. Flugzeugbausätze gibt es vor allem in den Maßstäben 1/32, 1/48, 1/72 und in 1/100 (im Wesentlichen militärische Vorbilder). Als Hersteller von Kunststoffbausätzen für Standmodelle ist TAMIYA bekannt geworden durch die umfangreiche Serie von Militärfahrzeugen in 1/35 (später auch in 1/48) sowie durch Personen-, Lieferwagen und Rennfahrzeugen (in 1/20, 1/24 und 1/12) sowie Motorräder (in 1/12 und 1/6).

## Das Logo
Bevor der erste Bausatz von Tamiya produziert wurde, bat Shunsaku Tamiya, der Schwiegersohn von Yojiro, seinen jüngeren Bruder Masao, ein Student der Tokio National University of Fine Arts and Music Design Department, ein Logo für Tamiya zu kreieren. Der linke Stern auf rotem Grund steht für Kreativität und Leidenschaft und der rechte Stern auf dem blauen Feld für Jugend und Aufrichtigkeit.

## Die Verpackungsgestaltung
Von den ersten Modellen bis 1967 wurden die Illustrationen auf den Verpackungen hauptsächlich von Shigeru Komatsuzaki und Yoshiyuki Takani erstellt. Es wurde komplette Szenen abgebildet, in denen das jeweilige Modell im Mittelpunkt steht und eine Geschichte erzählen soll. Das war zu dieser Zeit allgemein so üblich. Mit dem Start der Slotcars im Jahr 1968 erschien eine Illustration des beinhalteten Modells freigestellt auf weißem Grund ohne jegliches Beiwerk. Diese Darstellungsweise wurde sehr beliebt und wurde zu einem typischen Stilelement der Produkte von Tamiya.

## Historie Plastikmodellbausätze
Die Firma wurde 1946 von Yoshido Tamiya (15. Mai 1905 – 2. November 1988) als Tamiya Shoji & Co. (Tamiya Company) in Oshika, Shizuoka City gegründet. Zunächst war es ein Sägewerk mit angeschlossener Holzhandlung. Nebenbei wurden ab 1947 von der neugegründeten Mokuzaigyou Company's wood products division Schiffs- und Flugzeugmodelle aus Holz angeboten. Im Jahr 1953 wurde der Verkauf von klassischen Holzprodukten für den Hausbau zugunsten der Spielwarenproduktion eingestellt.
Ab Mitte der Fünfzigerjahre kamen Plastikmodellbausätze aus dem Ausland auf den Markt und die Verkaufszahlen von Holzmodellen gingen deutlich zurück. Dies führte 1959 zur Entscheidung, in diesen Markt einzusteigen. Das erste Plastikmodell von Tamiya war eine Nachbildung des japanischen Schlachtschiffes Yamato. Modelle der Yamato waren von anderen Herstellern zum Preis von 350 Yen auf dem Markt. Tamiya konnte diesen Preis nicht einhalten, weil sich die Herstellung der Spritzgusswerkzeuge in Japan als schwierig und teuer erwies. Erneut setzte Tamiya auf Holzmodelle in einem Markt, der nun eindeutig auf Plastikmodelle fixiert war.
Mit gebrauchten Spritzgussformen brachte Tamiya einen Bausatz eines kleinen Rennwagens auf den Markt. Der Bausatz war ein Hit und ermöglichte Tamiya, die Kosten für neue Spritzgussformen aufzubringen. Als Erstes arbeitete man bei Tamiya an einem Modell des deutschen Kampfpanzers Panther. Die geraden Flächen des Panthers machten den Formenbau relativ einfach. Für die Gestaltung der Verpackungen gewann man zunächst Shigeru Komatsuzaki. Das Modell des Panthers war motorisiert, funktionierte gut und hatte eine sehr klare und übersichtliche Bauanleitung, die den Bau stark vereinfachte. Der Maßstab wurde auf 1:35 festgelegt, weil er ideal für den Einsatz eines kleinen Elektromotors mitsamt Getriebe und einer oder zwei Batterien geeignet war.
Die Produktion der Metallformen für den Spritzguss führte immer wieder zu Problemen mit Terminen und Kosten. Deshalb suchte die Firma nach Werkzeugmachern und gründete 1964 die Metallformenabteilung. Ab 1966 wurden einige Mitarbeiter in der Formenfertigung eingesetzt und erlangten langsam das für den Spritzgussformenbau nötige Wissen. Erst später wurde auch CAD für die Erstellung der Formen eingesetzt.
Tamiya wurde schnell bekannt für die extreme Detailgenauigkeit ihrer Modelle, was natürlich auch einen Einfluss auf das Aussehen der gefertigten Modelle hatte. In der Zeit, als noch mit handwerklicher Arbeit und Bauplänen die Formen erstellt wurden, wurden zum Beispiel Schraubenköpfe und Muttern als einfache, halbkugelförmige Erhebungen sichtbar gemacht. Tamiya hingegen bildete diese Konstruktionselemente ganz naturgetreu als Sechskant ab. Für diese hervorragende Genauigkeit wurden Tamiya-Produkte auch im Ausland bekannt.

## Historie R/C
Die Geschichte der ferngesteuerten Modelle begann am 4. Dezember 1976 mit dem Erscheinen eines detailgetreu nachgebildeten Porsche 934 Turbo RSR, der heute ein gesuchtes Sammlerstück ist. Das erste Modell im Offroad-Bereich stellt das amerikanische Militärfahrzeug XR311 dar, das am 16. Dezember 1977 auf den Markt kam. Weitere Meilensteine in der Entwicklung ferngesteuerter Nachbildungen von echten Fahrzeugen stellen die ersten so genannten „Special Racing Buggys“ Rough Rider und Sand Scorcher (Ende 1979) dar, für die heute unter Sammlern ebenfalls hohe Preise bezahlt werden.
Einen weiteren Punkt in der Entwicklung von detailgetreuen Nachbildungen im Maßstab 1:10 von echten Fahrzeuge stellen die Modelle Toyota Hilux 4×4 Pick Up und der amerikanische Blazing Blazer dar, die zum ersten Mal ein real funktionierendes 3-Gang-Schaltgetriebe verwirklichten. Dafür war neben Gas/Bremse und Lenkung ein weiterer Kanal an der RC-Anlage notwendig, um über die Fernsteuerung zwischen den Gängen wählen zu können.

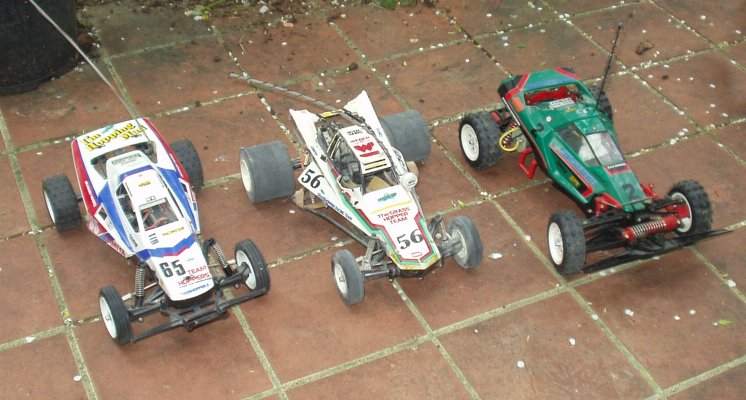
Tamiya RC-Cars: Grasshopper II, Grasshopper, Super Sabre

Bis zu diesem Zeitpunkt bestanden die Bausätze zum größten Teil aus Metallteilen, bald kamen die ersten Modelle auf den Markt, bei denen das Chassis aus ABS-Kunststoff bestand, um Gewicht einzusparen. Beispiele aus dieser „Plastik-Ära“ sind der Wild Willy, der auf den Hinterrädern fahren konnte, oder der Porsche 959 mit seiner detailgetreuen Karosserie aus Lexan, die das Paris-Dakar-Fahrzeug nachbildet. Beispiele für Renn-Buggys sind der Frog, der Grasshopper, der Hornet oder der Fox. Der erste allradgetriebene „Wettbewerbsbuggy“, der Hot Shot, stellte einen Leistungsvorsprung im Offroad-Bereich dar.
Neben der Weiterentwicklung der 3-Gang-Modelle mit dem Toyota 4×4 Pickup Bruiser folgten einige Modelle auf Plastik-Chassis, die als die ersten „Monster-Trucks“ bezeichnet werden können. Auch hier waren günstige Einsteigermodelle erhältlich, die teilweise heute noch hergestellt werden, z. B. der Midnight Pumpkin oder die auf dem gleichen Chassis basierende Lunch Box.
Unter dem Namen Tamiya Fighter-Cup wird alljährlich eine Rennserie für jugendliche Fahrer ferngesteuerter Elektroautos veranstaltet, deren Deutschland-Finale seit 1997 in Sonneberg stattfindet.

## Tamiya-Stecker
Der von Tamiya entwickelte Tamiya-Stecker für Niederspannungsquellen hat sich mittlerweile zu einem weit verbreiteten Standard entwickelt.